# 존 D. 존슨

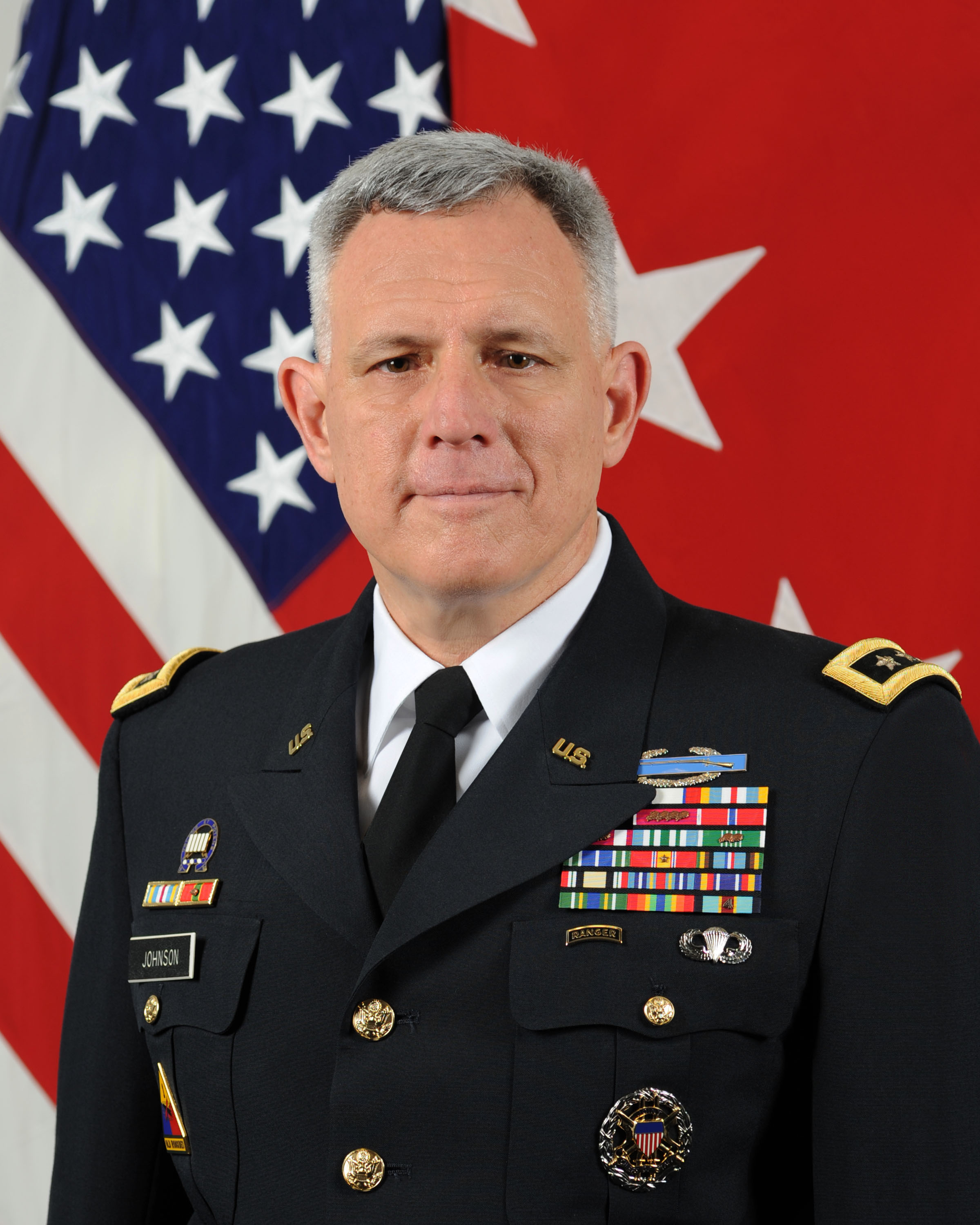

존 D. 존슨(John D. Johnson, 1952년 11월 18일 ~ )은 미국의 군인이다.

## 군 경력
미 제8군 사령관을 역임했다.